# جانشین مسیح
جانشین مسیح (از لاتین Vicarius Christi ) اصطلاحی است که به طرق مختلف و با تداعی های الهیاتی   مختلف در طول تاریخ به کار رفته است. مفهوم اولیه یک جانشین به عنوان "نماینده زمینی مسیح " است ، اما همچنین به مفهوم "شخصی که به جای یک شخص واقعی به عنوان کشیش قصبه عمل می کند" نیز به کار می رود.  این عنوان اکنون در کاتولیسیزم برای اشاره به اسقف ها  و به طور مشخصتر در طول تاریخ در اشاره به اسقف رم (پاپ) استفاده می شود.

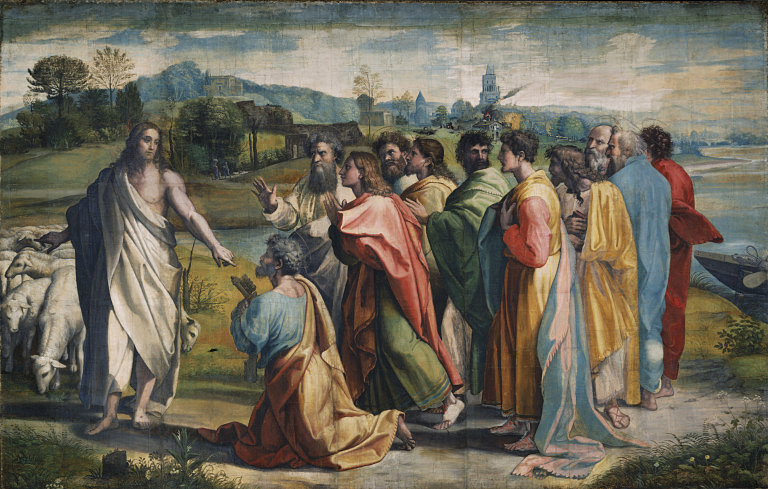
مسئولیت مسیح به پیتر اثر رافائل ، 1515. کاتولیک ها بر این باورند که مسیح با گفتن به پیتر که گوسفندانش را غذا بدهد ، مسئولیت مراقبت از کلیسا را به نهاد پاپی سپرد.

## یادداشت
1. ↑  Online Etymology Dictionary - Vicar
2. ↑  "Second Vatican Council, Dogmatic Constitution on the Church Lumen gentium § 27". Site da Santa Sé. Archived from the original on September 6, 2014. Retrieved 2010-01-27.